# Thomas Wegmüller
Thomas Wegmüller, nacido el 18 de septiembre de 1960 en Berna, es un ciclista suizo. Debutó en 1987 y se retiró en 1994.

## Palmarés
| 1987 - Gran Premio de Lugano 1988 - 1 etapa de la Vuelta a Gran Bretaña 1989 - Gran Premio de Valonia - 1 etapa de la Dauphiné Libéré 1990 - Tour de Berna - Gran Premio de Fráncfort - Gran Premio de las Naciones | 1991 - 1 etapa de la Vuelta a Asturias 1992 - Campeonato de Suiza en Ruta - 1 etapa del Clásico RCN |

## Resultados en las Grandes Vueltas y Campeonatos del Mundo
| Carrera         | 1987 | 1988 | 1989  | 1990  | 1991  | 1992  | 1993 |
| --------------- | ---- | ---- | ----- | ----- | ----- | ----- | ---- |
| Giro de Italia  | -    | -    | -     | -     | -     | -     | -    |
| Tour de Francia | -    | -    | 100.º | 112.º | 155.º | -     | -    |
| Vuelta a España | -    | Ab.  | -     | -     | -     | 128.º | -    |
| Mundial en Ruta | 35º  | 12º  | 36º   | 45.º  | 95.º  | 53.º  | -    |

-: no participa

Ab.: abandono